# Wundarr
Wundarr, successivamente noto anche come Acquario (Aquarian), è un personaggio dei fumetti creato da Steve Gerber (testi) e Val Mayerik (disegni), pubblicato dalla Marvel Comics. La sua prima apparizione è in Adventure into Fear n. 17 (ottobre 1973). Il personaggio è chiaramente una parodia del noto eroe della compagnia rivale, la DC Comics, Superman.

## Biografia del personaggio

### Primi anni
Sul lontano pianeta Dakkam, popolato da una razza umanoide fisicamente simile a quella umana, uno scienziato di nome Hektu scopre che il sole di quel sistema solare stava per diventare una nova, condannando così il suo mondo alla distruzione. Dopo aver tentato invano di convincere il consiglio scientifico Hektu e sua moglie Soja, nel disperato tentativo di salvare il figlio Wundarr lo mettono in animazione sospesa dentro un razzo e lo spediscono nello spazio, verso un pianeta capace di accoglierlo. Anche la coppia tenta di fuggire ma è catturata dalla Forza di Sicurezza Interna di Dakkam, e al fine di evitare il panico tra la popolazione sono uccisi. Ironicamente, le previsioni di Hektu si rivelano infondate e il pianeta Dakkam esiste ancora.
Nel 1951 il razzo di Wundarr è attratto dalla gravità terrestre, e mentre passa intorno alla sua orbita, attraversa uno strato di raggi cosmici che mandano in tilt il sistema di navigazione del mezzo e lo fanno precipitare nei mari delle isole di Everglades, in Florida. La struttura fisica di Wundarr è però stata modificata donandogli delle capacità fisiche superumane. Wundarr resta dentro il razzo per diversi anni, crescendo senza il minimo contatto con il mondo esterno fino a raggiungere la maturità fisica (anche se il suo carattere resta quello di un bambino). Dopo diversi anni Wundarr viene liberato dalla sua dimora per un intervento involontario dell'Uomo Cosa (Man-Thing), e poiché questa è la prima creatura che l'alieno incontra arriva a scambiarla addirittura per la madre, inoltre Wundarr scoprì presto di possedere una forza sovrumana e con essa riesce a sconfiggere l'Uomo-Cosa, dopo che questi l'aveva respinto. La creatura ritornò così in fondo al mare e Wundarr, comprendendo il suo sbaglio, lasciò le Everglades.
Oltre a possedere una forza straordinaria, Wundarr è capace di effettuare dei lunghi salti e tramite questi arriva fino alla base del Dottor Hydro, dove Namor e Namorita stavano tentando di trovare una cura per gli Anfibiani, degli umani trasformati dallo stesso Dottor Hydro. Subito Namor sospetta che Wundarr possa avere delle cattive intenzioni e riesce a farlo allontanare dall'isola. Nel frattempo su Dakkam, i due ufficiali dell'esercito inviano sulla terra un robot per eliminarlo, temendo che un giorno Wundarr possa vendicare la morte dei genitori. Wundarr nel suo vagabondare, infine arriva a New York dove durante il suo atterraggio nel mezzo del traffico cittadino viene ferito. L'alieno reagisce con rabbia rompendo tutto quello che lo circonda e gettando in aria le autovetture, attirando l'attenzione della Cosa dei Fantastici Quattro che tenta di fermarlo. Wundarr però non sapeva di essere stato seguito da Namor e da sua cugina che tentarono di fermare lo scontro, ma finendo solo per scontrarsi con la Cosa, ed è in quel momento che il robot assassino attacca Wundarr, che però finì per essere distrutto dalla Cosa e da Namor. I due alieni fuggirono. Wundarr fu trasportato dalla Cosa al quartier generale dei Fantastici Quattro dove Reed Richards riscontrò che l'alieno aveva una grande intelligenza ma le sue conoscenze erano quelle di un bambino, e dopo aver determinato l'origine della natura dei suoi poteri gli creò un uniforme per disperdere le energie assorbite. In seguito Wundarr fu affidato alle cure della Cosa e di Namorita che divennero i suoi tutori ufficiali, tanto che la Cosa ricevette il soprannome di "Zio Ben".

### Acquario
Dopo alcuni mesi l'extra-terrestre fu catturato dal Progetto Pegasus che era interessato ai suoi poteri e voleva studiare le sue capacità. Nel corso di questi test i capi del progetto decisero di utilizzare le sue capacità di assorbimento dell'energia per testare il Cubo Cosmico, un oggetto dotato di un grande potere cosmico. Ma le energie del Cubo sovraccaricarono Wundarr, provocandogli un profondo trauma fisico e mentale che lo ridusse in coma (anche se le sue capacità di assorbimento energetico rimasero intatte). Settimane dopo la struttura cellulare di Wundarr fu modificata, sviluppando ulteriormente le sue capacità fisiche e mentali, e trasformando i suoi poteri di assorbimento in un campo entropico capace di annullare ogni forma d'energia. Inoltre la sua breve esperienza con il Cubo Cosmico gli conferì una vasta conoscenza e una piena maturità mentale. Svegliatosi infine dal suo coma e scoperti i suoi nuovi poteri Wundarr decide di usare il nome di Acquario, e con questa nuova identità e questi poteri aiuta la Cosa e i suoi alleati Giant Man (Bill Foster), Quasar (Wendell Vaughn) e Thundra contro Nth Man che viene sconfitto. Successivamente comunica al suo zio acquisito la sua intenzione di girare il mondo per portare pace e conoscenza al genere umano e per un certo periodo diventa il leader della setta dei Bambini dell'Acqua, che attendevano l'arrivo di un Messia celeste.
Poco dopo Acquario fu usato dal Cubo Cosmico come incubatrice prima di sviluppare una propria coscienza. Riprendendo i suoi vagabondaggi attraverso il mondo Wundarr arriva in California dove è scambiato per un nuovo guru New Age, ma è qui che è attaccato da Quantum che riesce a sconfiggere con l'aiuto del suo amico Quasar. In quest'occasione Acquario riesce anche ad apprendere le sue vere origini ma non ha nessuna voglia di ritornare sul suo pianeta natale. Durante la Crociate dell'Infinito affronta nuovamente Quantum che riesce a controllarlo e a farlo combattere contro i Vendicatori della Costa Ovest, ma grazie all'aiuto della Dea riesce a liberarsi dal controllo mentale, ritrovare la sua vera personalità e sconfiggere Quantum con l'aiuto dei Vendicatori.
Recentemente Wundarr è stato invitato alla cerimonia del Bar Mizvah dalla Cosa. I dettagli delle sue attuali vicissitudini sono sconosciuti ma Tony Stark (Iron Man) lo considera una potenziale recluta per la sua Iniziativa dei 50 stati.

## Poteri e abilità
Prima della sua trasformazione ad opera del Cubo Cosmico, Wundarr possedeva dei poteri fisici sovraumani e poteva manipolare l'energia a causa dei cambiamenti magnetici che la sua struttura cellulare aveva subito durante l'esposizione a certe radiazioni cosmiche. Il corpo di Wundarr era capace di assorbire diverse forme di energia dall'ambiente circostante e trasformarle in energia cinetica per accrescere la forza e la resistenza del suo corpo. Acquario poteva non solo utilizzare la sua forza per sollevare gli oggetti ma anche compiere dei balzi in aria facendo dei lunghi salti; era anche capace di percorrere parecchi chilometri con un solo salto. Il processo di assorbimento energetico non era volontario o cosciente però era permanente; se Acquario non la utilizzava l'energia assorbita, scaricandola essa si liberava automaticamente con un'esplosione sotto forma di sfera di energia concussiva.
Dopo il contatto con il Cubo Cosmico, la vecchia capacità di Wundarr di assorbire l'energia fu trasformata in qualcosa di molto più potente: il suo corpo era ormai circondato in maniera permanente da un campo di energia entropica che, quando raggiungeva il punto di equilibrio si estendeva per un metro e mezzo dal suo corpo. Concentrandosi, Acquario può restringere questo campo su una superficie di quindici centimetri o estenderlo su una superficie di centocinquanta metri, inoltre non può eliminare completamente questo campo, che neutralizza la maggior parte delle energie elettromagnetiche, luminose, elettriche, magnetiche, ad alta frequenza, sonore, cinetiche. Il campo di energia entropico ha una polarità contraria a quello della materia atomica normale, così il suo campo elimina l'energia cinetica con un rapporto diretto alla forza d'inerzia dell'oggetto colpito. Solamente gli oggetti con un'energia cinetica sufficientemente debole possono attraversare il suo campo energetico, senza annullare la forza d'inerzia. Le energie cinetiche e elettromagnetiche manipolate dalla maggior parte degli altri superumani sono annullate dal campo entropico di Acquario, così coloro dotati di una forza sovraumana sono incapaci di toccarlo e quelli capaci di emettere delle scariche di energia vedranno le loro energie dissipate al contatto con il campo. Acquario non si può, però, spostare a delle alte velocità se il suo campo non glielo permette e la sua precedente capacità di compiere dei grandi balzi è ormai scomparsa, rimpianzata dalla possibilità di fluttuare sull'aria. Acquario possiede una forza sovraumana che gli permette di sollevare circa una tonnellata quando si trova in piena forma. Prima del suo cambiamento fisico, era capace di sollevare circa quindici tonnellate. Inoltre Wundarr possiede anche la capacità di comunicare in maniera empatica con gli animali. Il breve contatto con il Cubo Cosmico gli ha donato un sapere inimmaginabile, che egli chiama "il tutto e il niente" che gli permette di avere una buona comprensione della vita, della morte, della pace e dell'arte oratoria e che ha trasmesso ad altri esseri umani.
Per poter regolare l'assorbimento e la liberazione di energia nel suo corpo, Mister Fantastic gli ha fornito un uniforme che gli permette di liberare delle piccole quantità di energia, senza forza di concussione